# Buffalo Bills 1998
La stagione 1998 dei Buffalo Bills è stata la 29ª della franchigia nella National Football League, la 39ª complessiva. Nella prima stagione sotto la direzione del capo-allenatore Wade Phillips la squadra ebbe un record di 10 vittorie e 6 sconfitte, piazzandosi terza nella AFC East.
I Bills persero le prime tre gare della stagione, tutte per sei punti o meno, sembrando destinati a una stagione perdente. Dopo il turno di pausa nella settimana 4, il quarterback Rob Johnson vinse la sua prima gara per Buffalo, superando per 26–21 San Francisco nella settimana 5. Doug Flutie partì in seguito come titolare nelle successive 11 partite, vincendone 9. I Bills si aggiudicarono un posto nei playoff nell'ultimo turno, in cui Johnson partì come titolare e vinse.
I Bills affrontarono i Dolphins nel turno delle wild card dei playoff, dove il wide receiver Eric Moulds stabilì un record NFL per i playoff con 240 yard ricevute. I Bills finirono col perdere per 24–17, con il difensore dei Dolphins Trace Armstrong che mise a segno un sack su Flutie nell'ultimo drive di Buffalo, forzando un fumble e congelando la partita per Miami.

## Roster
| Roster dei Buffalo Bills nel 1998 |
| --- |
| Quarterback - 7 Doug Flutie - 11 Rob Johnson - 10 Alex Van Pelt Running Back - 33 Sam Gash FB - 34 Thurman Thomas - 23 Antowain Smith - 39 Pooh Bear Williams Wide Receiver - 88 Quinn Early - 89 Kamil Loud - 80 Eric Moulds - 83 Andre Reed - 82 Kevin Williams Tight End - 84 Lonnie Johnson - 85 Jay Riemersma - 87 Duane Young Offensive Linemen - 66 Victor Allotey G - 79 Ruben Brown G - 63 Bill Conaty C - 70 John Fina T - 77 Robert Hicks T - 74 Jamie Nails G - 60 Jerry Ostroski T - 72 Joe Panos G - 70 Marcus Spriggs T - 61 Dusty Zeigler C Defensive Linemen - 90 Phil Hansen DE - 98 Sean Moran DT - 94 Mark Pike DE - 91 Shawn Price DE - 78 Bruce Smith DE - 92 Ted Washington DT - 75 Marcellus Wiley DE - 93 Pat Williams DT Linebacker - 96 Dan Brandenburg OLB - 51 Joe Cummings ILB - 56 Sam Cowart ILB - 52 John Holecek ILB - 99 Gabe Northern OLB - 58 Marlo Perry OLB - 59 Sam Rogers OLB - 55 Wayne Simmons OLB Defensive Back - 25 Donovan Greer CB - 38 Ray Hill CB - 27 Ken Irvin CB - 31 Raymond Jackson CB/S - 20 Henry Jones SS - 21 Manny Martin CB - 22 Daryl Porter FS - 24 Kurt Schulz FS - 40 Eric Smedley SS - 28 Thomas Smith CB Special Team - 76 Ethan Albright LS - 2 Steve Christie K - 9 Chris Mohr P Lista delle riserve - 13 Jim Ballard QB (IR) |
| Legenda - I rookie sono in corsivo. - Il primo ruolo è il principale mentre gli eventuali successivi indicano i ruoli secondari. - (IR) sta per Injured Reserve ed indica la lista ristretta per un solo giocatore infortunato che può tornare ad allenarsi dopo la settimana 6 e a rientrare in prima squadra dopo che questa ha giocato 8 partite. - (NF-Inj.) / (NF-Ill.) stanno rispettivamente per Non-Football Injured e Non-Football Illness ed indicano le liste dove viene inserito un giocatore che ha un infortunio o una malattia non dipendente dal football americano. - (PUP) sta per Physically Unable to Perform ed indica la lista dove viene inserito un giocatore mentre è in attesa di recuperare la condizione fisica. Nella stagione regolare dopo la sesta partita giocata dalla propria squadra, il giocatore ha tempo tre settimane per riprendere ad allenarsi, più tre settimane aggiuntive dal suo rientro agli allenamenti per rientrare in prima squadra. |

Fonte:

## Calendario
| Stagione regolare |                    |                    |                         |           |          |
| Turno             | Data               | TV Ora             | Avversario              | Risultato | Pubblico |
| 1                 | 6 settembre 1998   | CBS 4:15pm         | at San Diego Chargers   | S 16–14   | 64,037   |
| 2                 | 13 settembre 1998  | CBS 1:00pm         | at Miami Dolphins       | S 13–7    | 73,097   |
| 3                 | 20 settembre 1998  | FOX 1:00pm         | St. Louis Rams          | S 34–33   | 65,199   |
| 4                 | Settimana di pausa | Settimana di pausa | Settimana di pausa      |           |          |
| 5                 | 4 ottobre 1998     | FOX 1:00pm         | San Francisco 49ers     | V 26–21   | 76,615   |
| 6                 | 11 ottobre 1998    | CBS 1:00pm         | at Indianapolis Colts   | V 31–24   | 52,938   |
| 7                 | 18 ottobre 1998    | CBS 1:00pm         | Jacksonville Jaguars    | V 17–16   | 77,635   |
| 8                 | 25 ottobre 1998    | ESPN 8:15pm        | at Carolina Panthers    | V 30–14   | 64,050   |
| 9                 | 1º novembre 1998   | CBS 1:00pm         | Miami Dolphins          | V 30–24   | 79,011   |
| 10                | 8 novembre 1998    | CBS 4:15pm         | at New York Jets        | S 34–12   | 75,403   |
| 11                | 15 novembre 1998   | CBS 1:00pm         | New England Patriots    | V 13–10   | 72,020   |
| 12                | 22 novembre 1998   | CBS 1:00pm         | Indianapolis Colts      | V 34–11   | 49,032   |
| 13                | 29 novembre 1998   | CBS 4:05pm         | at New England Patriots | S 25–21*  | 58,304   |
| 14                | 6 dicembre 1998    | CBS 1:00pm         | at Cincinnati Bengals   | V 33–20   | 54,359   |
| 15                | 13 dicembre 1998   | CBS 1:00pm         | Oakland Raiders         | V 44–21   | 62,002   |
| 16                | 19 dicembre 1998   | CBS 12:30pm        | New York Jets           | S 17–10   | 79,056   |
| 17                | 27 dicembre 1998   | CBS 1:00pm         | at New Orleans Saints   | V 45–33   | 39,707   |

### Playoff
| Playoff   |                   |            |           |
| Turno     | TV Ora            | Avversario | Risultato |
| Wild card | at Miami Dolphins | S 17–24    | 72.698    |

## Classifiche
| AFC East                 |    |    |   |      |     |     |     |
|                          | V  | S  | P | %    | PF  | PS  | STR |
| (2) New York Jets        | 12 | 4  | 0 | .750 | 416 | 266 | V6  |
| (4) Miami Dolphins       | 10 | 6  | 0 | .625 | 321 | 265 | S1  |
| (5) Buffalo Bills        | 10 | 6  | 0 | .625 | 400 | 333 | V1  |
| (6) New England Patriots | 9  | 7  | 0 | .563 | 337 | 329 | S1  |
| Indianapolis Colts       | 3  | 13 | 0 | .188 | 310 | 444 | S2  |